# Paradrina mediterraneae
Paradrina mediterraneae là một loài bướm đêm trong họ Noctuidae.